# Eduard Boss
Pour les articles homonymes, voir Boss (homonymie).
Eduard Boss, né le 25 décembre 1873 à Muri bei Bern et mort le 4 avril 1958 à Berne, est un peintre suisse.

## Biographie
Eduard Boss naît le 25 décembre 1873 à Muri bei Bern et meurt le 4 avril 1958 à Berne. Il suit l'école des beaux-arts à Berne (1888-1890) et à Genève (1890-1891) puis étudie à l'académie des beaux-arts de Munich (1892-1896).  Un temps élève de Paul Cézanne, dont on repère l'influence dans ses natures mortes, il fut également élève et ami de Ferdinand Hodler, dont il reprend de nombreux éléments de style. Ainsi, à l'exposition nationale suisse des beaux-arts au palais de Rumine de 1904, deux paysages de Boss encadrent un grand tableau d'Hodler.  De 1922 à 1925, Boss fut membre de la Commission fédérale des beaux-arts.
Les thèmes de ses tableaux évoquent la campagne bernoise, tant sous l'angle des paysages traversés par l'Aar, que des scènes du monde agricole, ainsi que la montagne, en particulier les sommets de l'Oberland bernois tous proche, telle la Blüemlisalp. Un de ses rares autoportraits, au chevalet, date de 1920. Ses tableaux sont présents dans les musées suisses, notamment à Berne, Bienne, Genève, ou Bellinzone, ainsi que dans de nombreuses collections privées.